# Sabit Damulla Abdulbaki

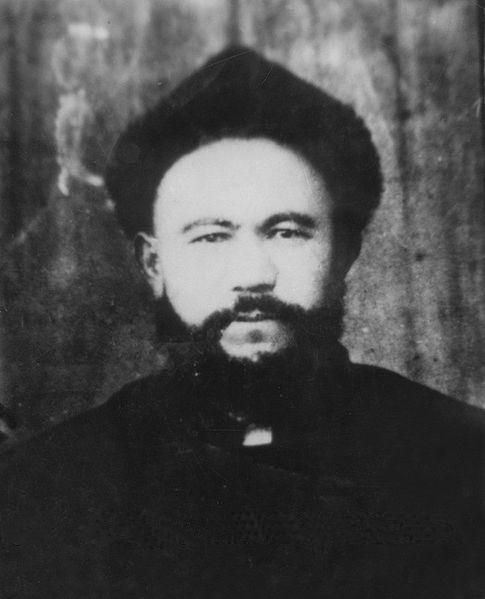
Sabit Damulla in seinen Zwanzigern

Sabit Damulla oder Sawut Damollah (chinesisch 沙比提大毛拉, Pinyin shā bǐ tí dà máo la, arabisch ثابت داملا عبد الباقي, DMG Ṯābit Dāmullā ʿAbd al-Bāqī, uigurisch داموللا سابىت ئابدۇلباقى, Yengi Damolla Sabit Abdulbaⱪi); (geb. 1883; gest. 1934) war ein Anführer der uigurischen Unabhängigkeitsbewegung, der die Hotan-Rebellion gegen die Regierung von Xinjiang unter Jin Shuren anführte und später gegen den uigurischen Anführer Hodscha-Niyaz kämpfte. Er war der einzige Premierminister der kurzlebigen Islamischen Republik Ostturkestan vom 12. November 1933 bis zum Sturz der Republik im Mai 1934.

## Leben
Sabit Damulla Abdulbaqi wurde 1883 im Gebiet von Atusch im Vilayet Kaschgar geboren und erhielt eine religiöse Erziehung. In den 1920ern machte er einen Abschluss an der Akademie für Politik und Recht in Xinjiang in Urumqi (der späteren Xinjiang-Universität chinesisch 新疆大学, Pinyin Xīnjiāng Dàxué). Die Universität war von Gouverneur Yang Zengxin 1924 gegründet worden und bot Kurse in Chinesisch, Uigurisch und Russisch an. Nach dem Universitätsabschluss ging er auf Reisen durch den Mittleren Osten, unter anderem Ägypten, Türkei und Saudi-Arabien; er bereiste auch die Sowjetunion, wo er weitere Studien anschloss. 1932 kehrte er auf dem Weg durch Indien nach Xinjiang zurück, und schloss sich dem Emir Muhammad Amin Bughra an, als dieser eine Rebellion im Distrikt Hotan vorbereitete. Sabit Damulla machte sich keine Illusionen, dass Islamische Mächte die uigurische Unabhängigkeit unterstützen würden und suchte nach einem Anschluss an andere Großmächte. Yang Zengxin hatte seinen Verlag in Artux geschlossen, weil Damulla dschadidistisches Gedankengut verbreitete.

## Karriere

Flagge der Ersten Republik von Ost-Turkestan

Damulla begründete auch am 16. März 1933 eine unabhängige Regierung in Hotan, die er zusammen mit Muhammad Amin Bughra ausrief. Später dehnte diese Regierung ihre Macht auf Kaschgar und Aksu aus. Durch die „Ost-Turkestan Unabhängigkeits-Vereinigung“ konnte er vielfältig Einfluss nehmen und die Ausrufung der Republik in Kaschgar am 12. November 1933 vorbereiten. Zwischen dem 12. November 1933 und dem 6. Februar 1934 wurde er zum Premierminister der Islamischen Republik Ostturkestan in Kaschgar gewählt. Während Damulla die inoffizielle Bezeichnung „Republik von Uigurstan“ bevorzugte, lehnte Muhammad Amin Bughra diese Bezeichnung ab, weil er eine breite anti-chinesische und anti-dunganische Front in Xinjiang schaffen wollte, die alle türkischen Völker vereinte. Hodscha Niyaz, der Anführer der Kumul-Rebellion von 1931 wurde von Damulla nach Kaschgar eingeladen um die Präsidentschaft der Republik zu übernehmen.

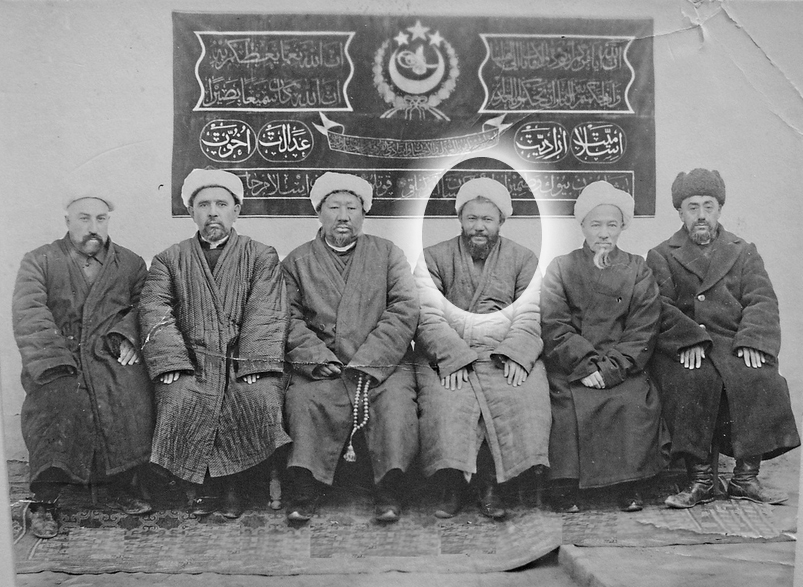
Die Führer der Republik Ost-Turkestan
Premierminister Sabit Damolla im Kreis.

## Tod
Zeitgenössische Quellen gehen davon aus, dass Damulla von Hodscha Niyaz in Aksu gefangen genommen und dann an Sheng Shicai ausgeliefert wurde.
Er wurde im Juni 1934 in Ürümqi erhängt. Spätere Quellen behaupten, dass er durch Sheng in Ürümqi festgehalten worden sei, jedoch seine Fähigkeiten als Übersetzer als Handelsware für seine Behandlung im Gefängnis einsetzte. Chinesische Muslime, wie der Kuomintang-Offizier Liu Bin-Di besorgten einen Koran und andere arabische und chinesisch-islamische Texte, damit er sie ins Uigurische übersetzte. Es ist nicht bekannt, ob er diese Aufgabe zu Ende führen konnte, Liu Bin-Di selbst wurde im November 1944 in Gulja während einer Revolte erschossen, die zur Gründung der Zweiten Republik Ostturkestan führte.

## Nachwirkung
Die Islamische Turkestan-Partei, eine terroristische Organisation, veröffentlichte in ihrer Zeitschrift Islamic Turkistan (arabisch تركستان الإسلامية, uigurisch ئىسلامى تۈركىستان, Ausgabe 12) ein Foto der Gründer der Ersten Ost-Turkestanischen Republik mit Sabit Damulla Abdulbaki unter dem Titel: „Männer, die die Geschichte mit ihrem Blut schrieben“ (arabisch رجال سطروا التاريخ بدمائهم).
Der al-Qaida-Ideologe Mustafa Setmariam Nasar pries die „Republic von Ost-Turkestan“ von Damulla, dem „Führer der Islamisten“.